# R.G.D. Allen

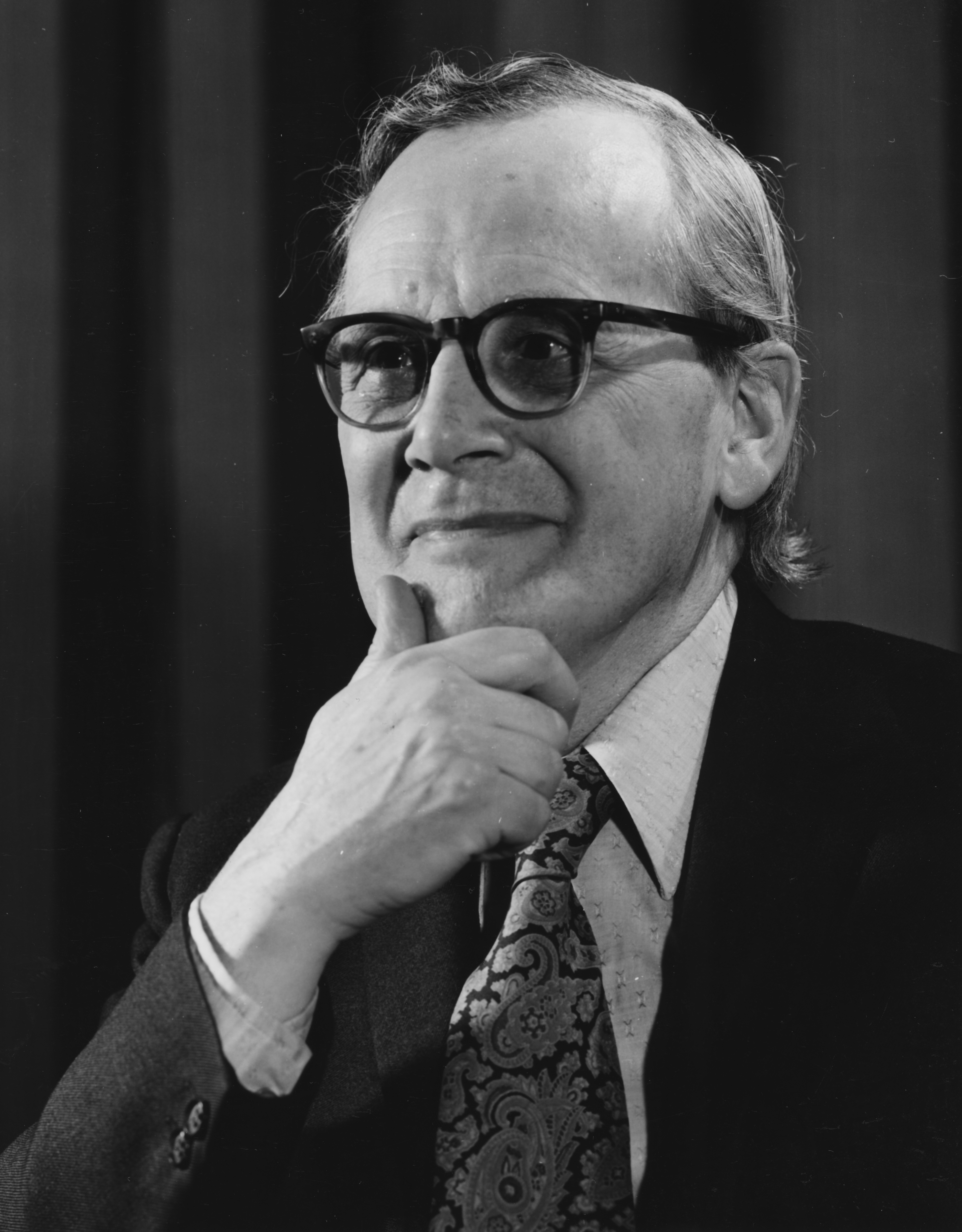
Roy George Douglas Allen in 1978

Sir Roy George Douglas Allen CBE, FBA (Worcester, 1906 - 1983) was een Britse econoom, wiskundige en statisticus.
Allen werd in Worcester geboren, waar hij de Royal Grammar School in Worcester bezocht. Hier won hij een studiebeurs voor Sidney Sussex College, een van de colleges van de Universiteit van Cambridge. Hij won een First Class Honours in de wiskunde en werd bekroond met een Wrangler-beurs. 
Hij werd docent aan de London School of Economics (LSE), waar hij later tot hoogleraar in de statistiek werd benoemd. Hij schreef vele artikelen en boeken over de wiskundige economie, waaronder het beroemde artikel over A Reconsideration of the Theory of Value gepubliceerd in Economics in 1934 met John Hicks. Andere boeken zijn onder meer: Mathematical Analysis for Economists (1938), Statistics for Economists (1949),  Mathematical Economics (1956) en de Macroeconomic Theory (1967).
Allen werd in 1966 geridderd voor zijn diensten aan de economische wetenschap en werd president van de Royal Statistical Society, die hem in 1978 een gouden Guy Medal toekende. Hij was ook penningmeester van de Britse Academie waarvan hij een fellow (FBA) was.
Onder zijn bijdragen aan de economie is zijn concept van de "partiële substitutie-elasticiteit", dat hij in zijn boek uit 1938 uiteenzette. Hij was een van de eerste economen, die de wiskunde op de economie toepasten. Hij leidde een gehele generatie van beroemde economen op.
Allen werd fellow aan Sidney Sussex in Cambridge.

## Werken
- (en)  "The Nature of Indifference Curves", 1934, RES.
- (en)  "The Concept of the Arc Elasticity of Demand", 1934, RES
- (en)  "A Reconsideration of the Theory of Value", 1934, Economica, Part II 1(2), blz.  196-219. (deel I door J.R. Hicks)
- (en)  Mathematical Analysis for Economists, 1938. 1e hoofdstuk links. reviewfragment door J.R. Hicks en Carl F. Christ (1e paragraaf).
- (en)  Mathematical Economics, 1956. reviewfragment door  Oskar Morgenstern, , C.F. Carter

## Necrologieën
- (en)  E. Grebenik, Roy George Douglas Allen, 1906-1983, Journal of the Royal Statistical Society. Series A (General), vol. 147, No. 5 (1984), blz. 706-707.
- (en)  necrologie: Sir Roy Allen, CBE, FBA (1906-1983, The Statistician, Vol. 33, No. 4 (december 1984), blz. 401-406 (bevat lijst van  Allens publicaties).